# Hogna
Die zahlenmäßig große Gattung Hogna zählt zur Familie der Wolfspinnen (Lycosidae) innerhalb der Familie der Webspinnen. Sie setzt sich aus mittelgroßen bis sehr großen Vertretern dieser Familie zusammen. Die Gattung Hogna ist fast weltweit vertreten und ihre Vertreter bewohnen eine Vielzahl an Habitaten (Lebensräumen), entsprechend gibt es auch eine große Vielfalt an Anpassungen: Die Gattung beinhaltet sowohl tag- als auch nachtaktive Arten. Außerdem legen einige Wohnröhren an, während andere temporäre Verstecke nutzen.

## Merkmale

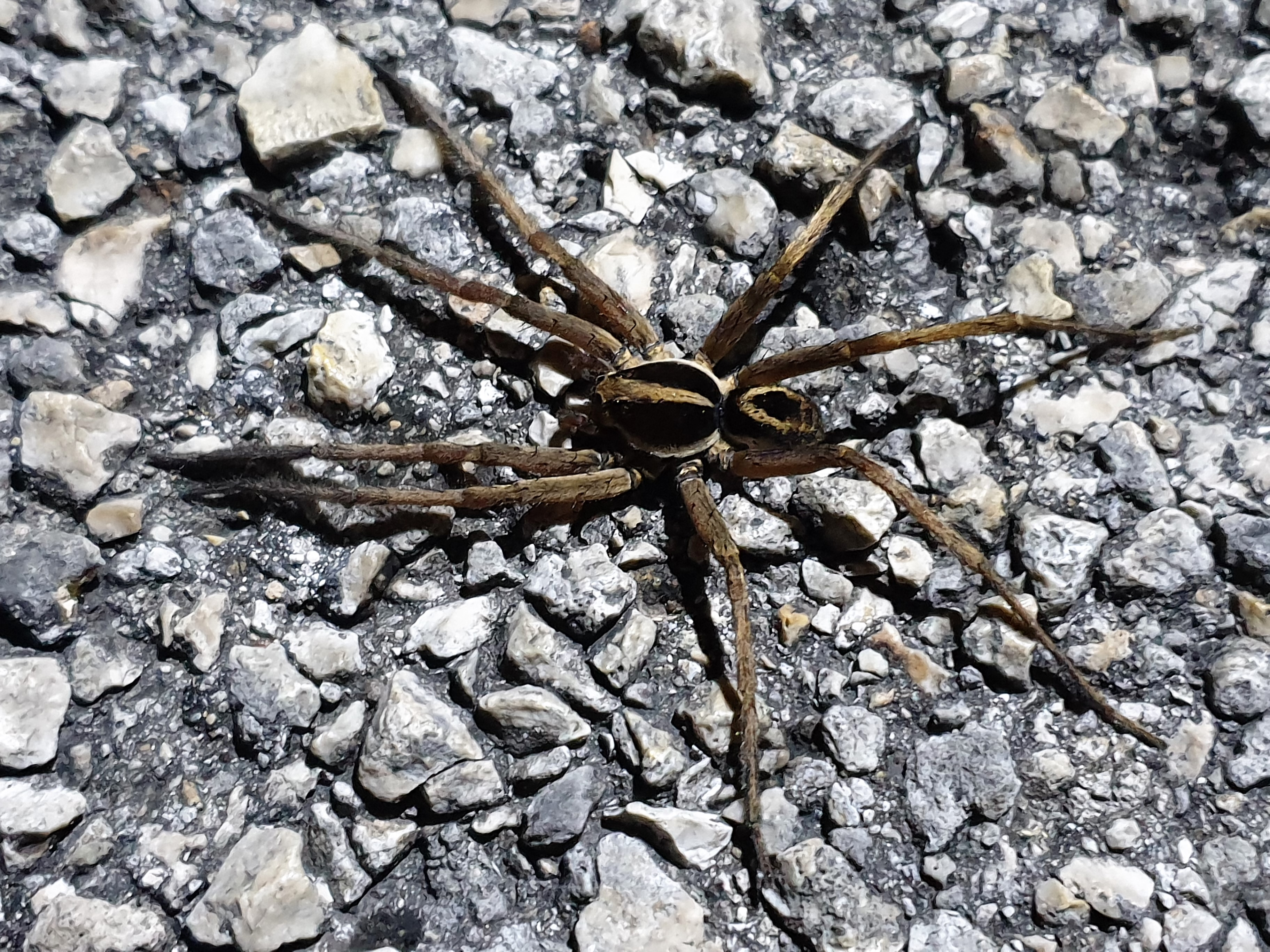
Männchen der Gattung Hogna

Arten der Gattung Hogna erreichen eine Mindestkörperlänge von 10 Millimetern. Die größte Art der Gattung ist die Deserta-Tarantel (H. ingens), deren Weibchen eine Körperlänge von 40 Millimetern erreichen kann. Allen Arten ist der kräftige Körperbau gemeinsam. Einige haben dunkle und helle Streifen, die sehr mit der restlichen Körperfärbung kontrastieren.

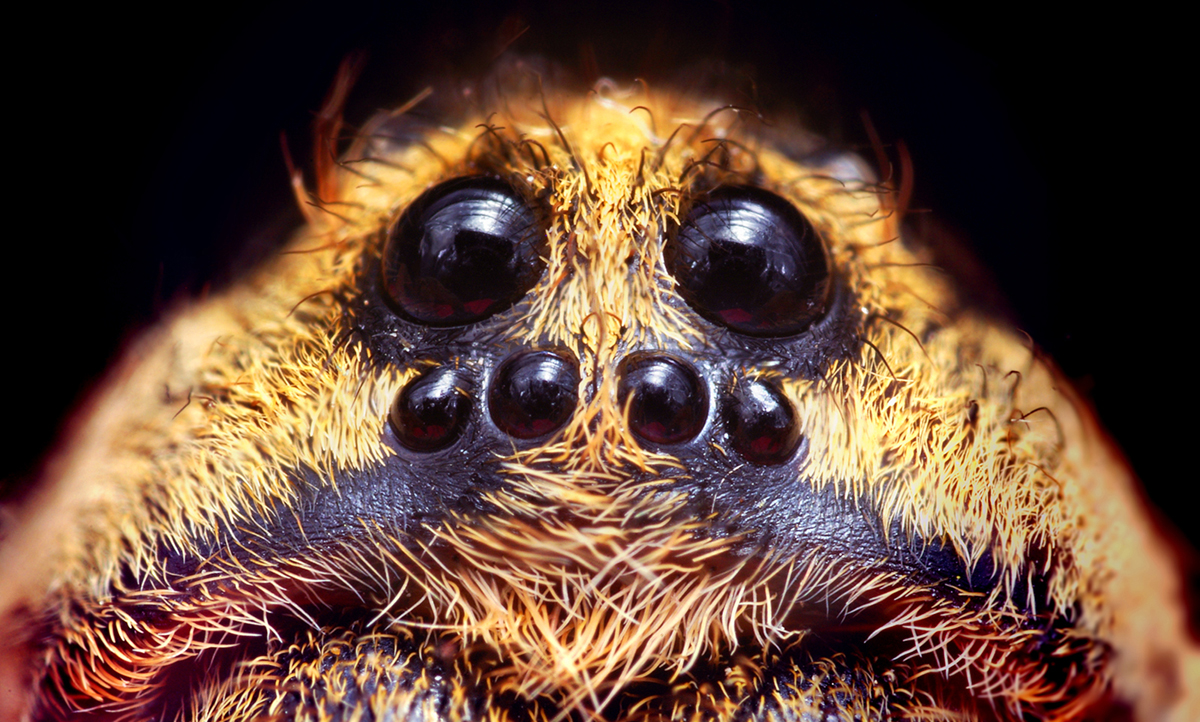
Frontale Detailansicht vom Carapax eines Individuums der Gattung Hogna mit gut erkennbaren Augen

Der Carapax (Rückenschild des Prosomas, bzw. Vorderkörpers) erscheint breit bis teilweise schlank und ist meist eher niedrig sowie ungefähr gleich hoch im Bereich zwischen der Fovea (An die Muskeln des Saugmagen ansetzende Einkerbung) und der medianen (mittleren) Augenreihe. Er besitzt normalerweise ein helles medianes und weitere submarginale (unterrandig) Band auf dunklem Hintergrund. Die anteriore (vordere) Augenreihe ist prokurv (vorgebogen) und kürzer oder gleich lang wie die mediane Augenreihe. Dabei sind die anterior medianen Augen gleichmäßig in Reihe beabstandet und größer als die anterior lateralen (seitlichen) Augen. Auf den großen und kräftigen Cheliceren (Kieferklauen) befinden sich viele Setae (chitinisierte Haare). Die Fangfurche weist retro- (hinten innenseitig) und auch promarginal (vorne innenseitig) drei Zähnen auf, wobei die Anzahl der Zähne auf letzterer Seite in seltenen Fällen nicht dieser Zahl entspricht. Das Sternum (Brustschild des Prosomas) ist meist orange oder rotbraun gefärbt und ebenfalls behaart.
Die Beine sind im Regelfall lang und kräftig gebaut und bei den meisten Arten orange oder rotbraun gefärbt. Selten weisen sie dunkle Ringe auf. Die Scopulae (Haftsetaebüschel) sind bei der Gattung Hogna gut entwickelt.
| Femur (Schenkel) | Tibia (Schiene)                                    | Basitarsus (basaler, bzw. an der Basis gelegener Abschnitt eines Tarsus, bzw. Fußglieds) |
| 3d, 2pl, 3rl     | 1d (oder keine Seta), 0-2pl, 0-2rl, 3v (paarweise) | 0-3pl, 0-3rl, 3v (paarweise), 1v                                                         |

Legende:
- d = dorsal
- pl = prolateral (seitlich vorne)
- rl = retrolateral (seitlich hinten)
- v = ventral (unten)

Das Opisthosoma (Hinterleib) ist ovoid (eiförmig) und entweder insgesamt schlicht gefärbt oder mit kontrastierenden hellen und dunklen Längsbändern versehen. Das anteriore Ende des Opisthosomas ist mit einer bürstenartigen Anordnung aufrechten gebogenen Setae bestückt.

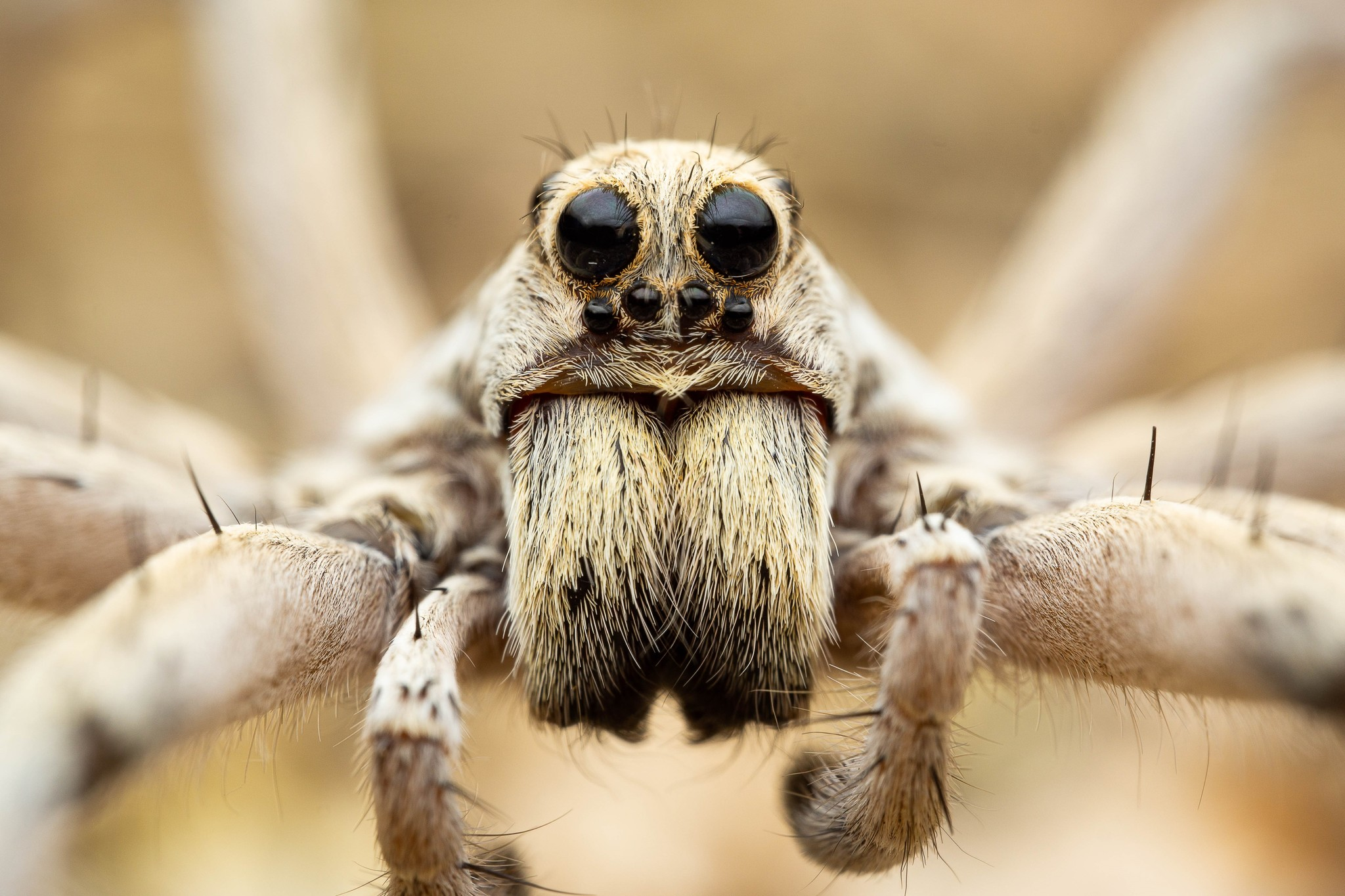
Frontale Detailansicht eines Männchens der Gattung Hogna mit erkennbaren Bulbi

Die Tibien von den Pedipalpen (umgewandelten Extremitäten im Kopfbereich) der Männchen ist jeweils länger als breit und im Regelfall an der Spitze am breitesten. Diese Tibien besitzen außerdem je ein Stridulationsorgan (Organ zur Lauterzeugung). Das Cymbium (erstes und vorderstes Sklerit, bzw. Hartteil) eines einzelnen Bulbus (männliches Geschlechtsorgan) weist 2 oder mehr terminale (am Ende gelegene) Makrosetae auf. Die terminale Apophyse (Fortsatz) eines Bulbus ist sichelförmig, nicht selten doppelt ausgebildet und reicht bis zur Spitze der tegulären Lappen. Dieser ist groß, ohfenförmig und fungiert als Konduktor (den Embolus führenden und stützenden Fortsatz). Die mediane Apophyse erscheint groß und verläuft nicht selten schräg. Sie besitzt normalerweise einen kräftigen Sporn nahe ihrer Basis. Der Embolus (drittes und letztes Sklerit des Bulbus) ist lang, meistens schlank und spitz zulaufend. Häufig entspringt er außerdem in großem Bogen und veleuft auf dem tuguären Lappen liegend parallel zur terminalen Apophyse.
Die Epigyne (weibliches Geschlechtsorgan) hat ein flaches oder tiefes Atrium (innere Kammer am Eingang der Epigyne). Das mediane Septum (Trennwand) erscheint in Form eines umgekehrten T und die Kopulationsöffnungen sind am anterioren Rand vom Querstück des Septums angelegt. Die Kopulationsgänge sind eher von kurzer und dicker Gestalt und dunkel gefärbt. Die Spermatheken (Samentaschen) sind meist klein und knollig aufgebaut. An ihnen sind manchmal kleine Knötchen befindlich.

Ansichten von Weibchen der Gattung Hogna
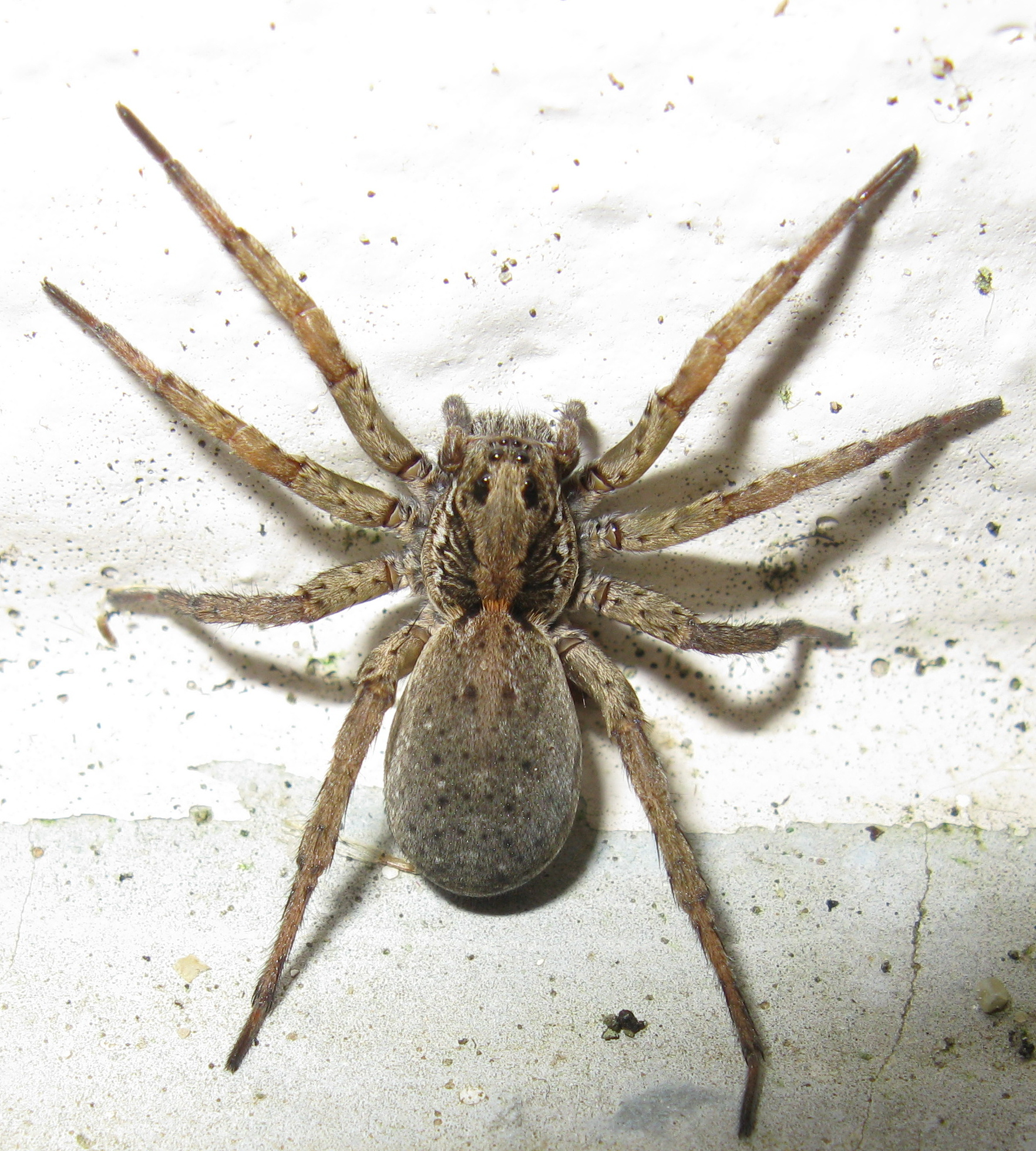
Dorsalansicht
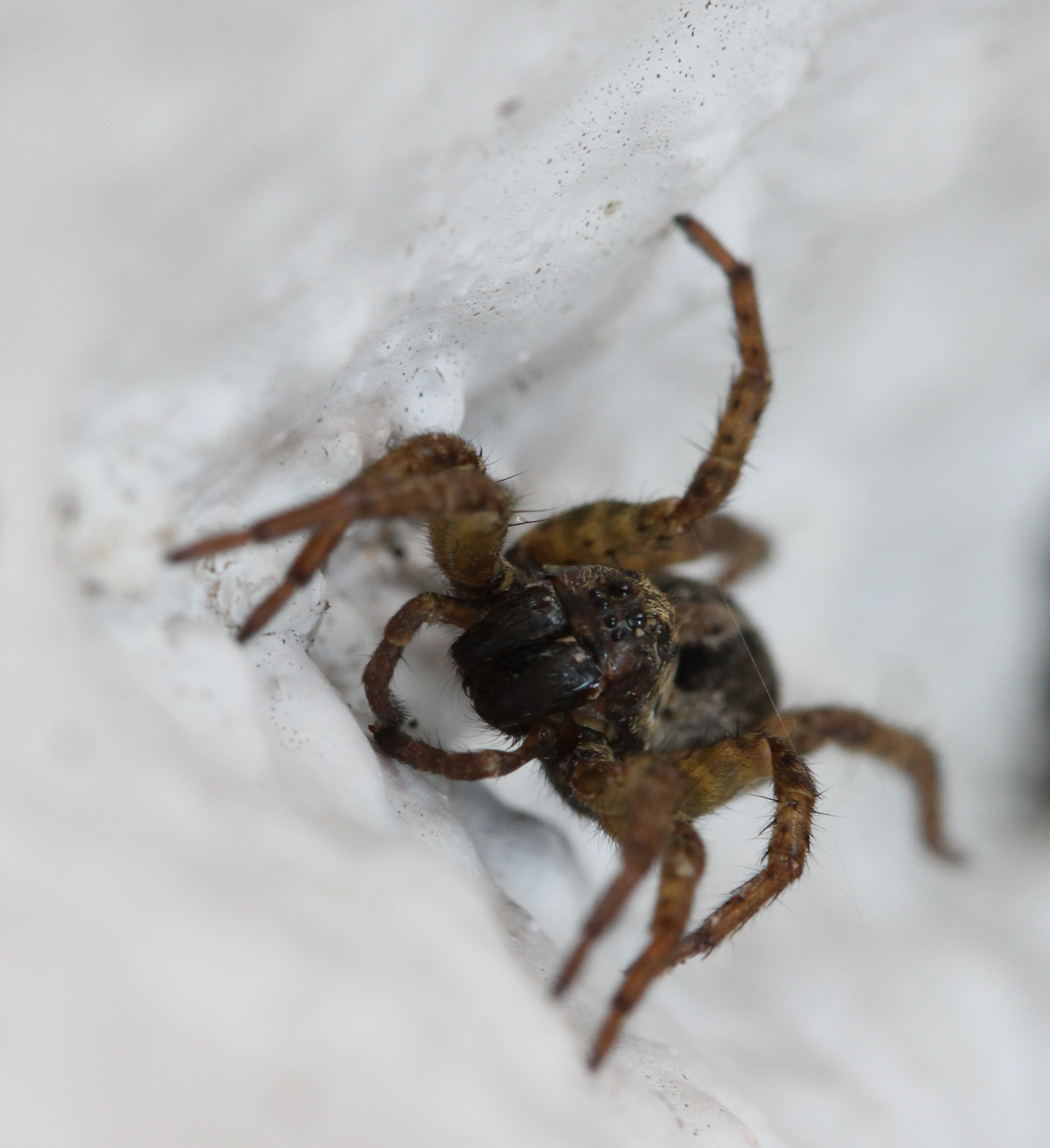
Frontalansicht
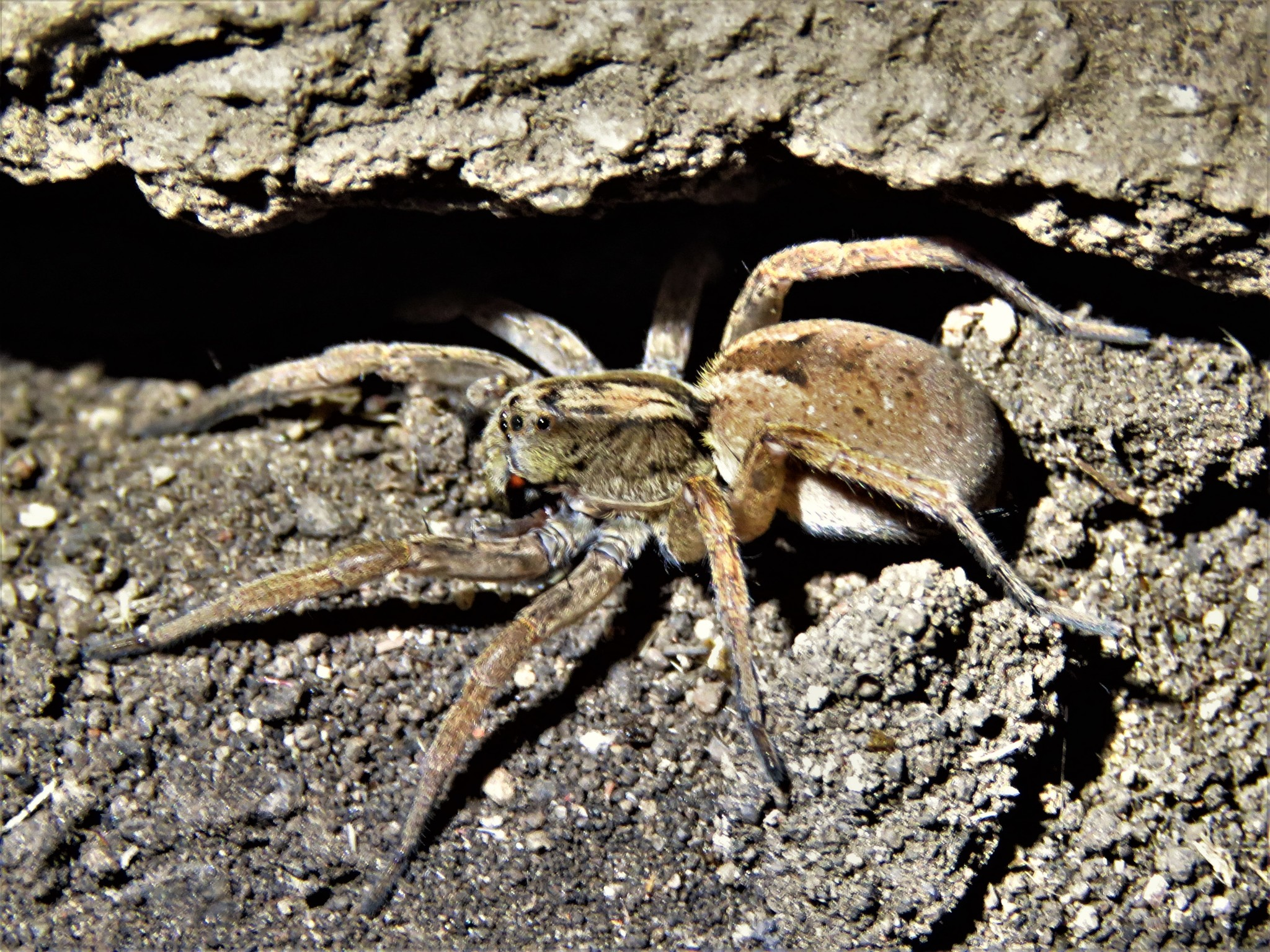
Lateralansicht
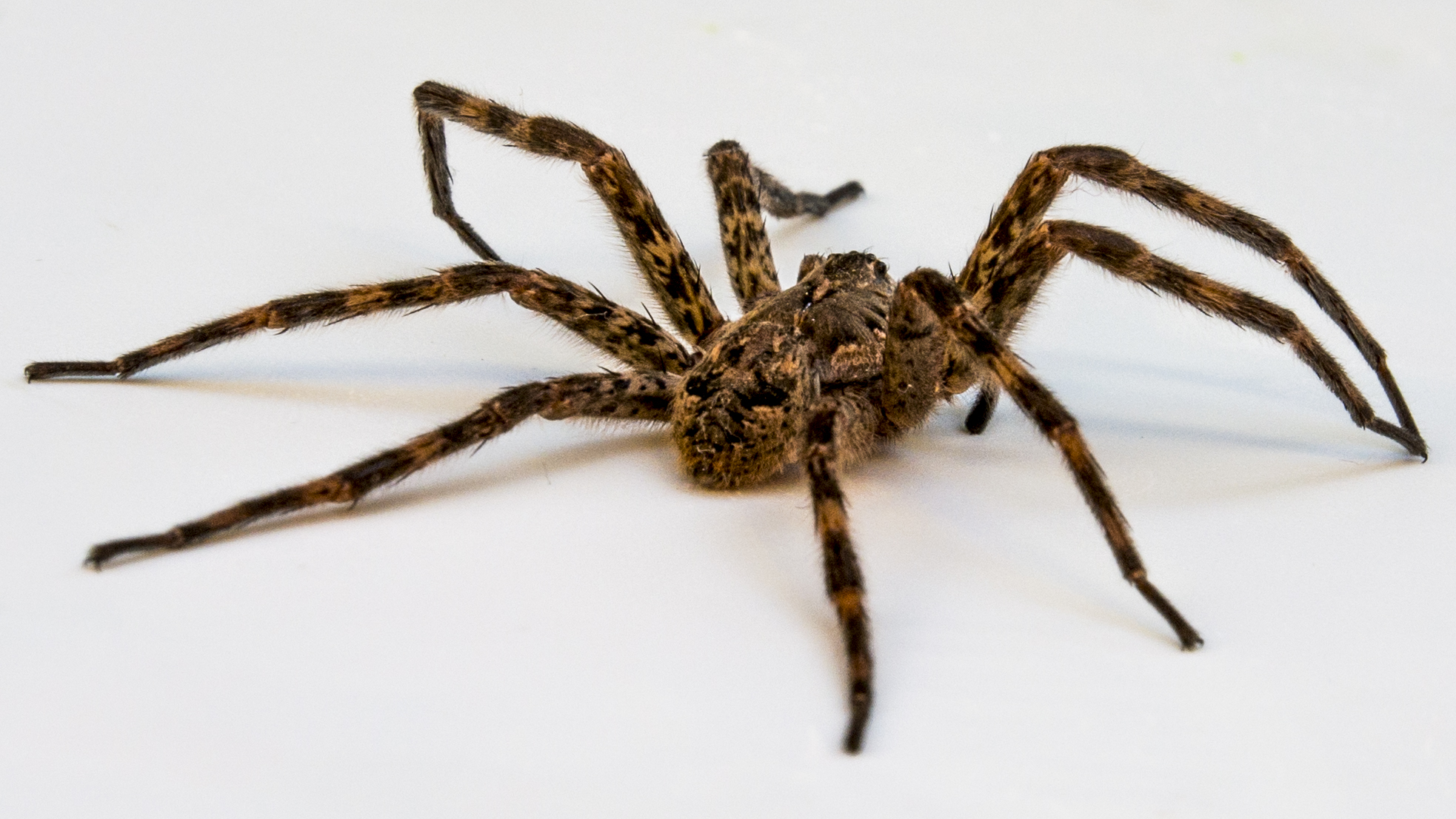
Rückansicht
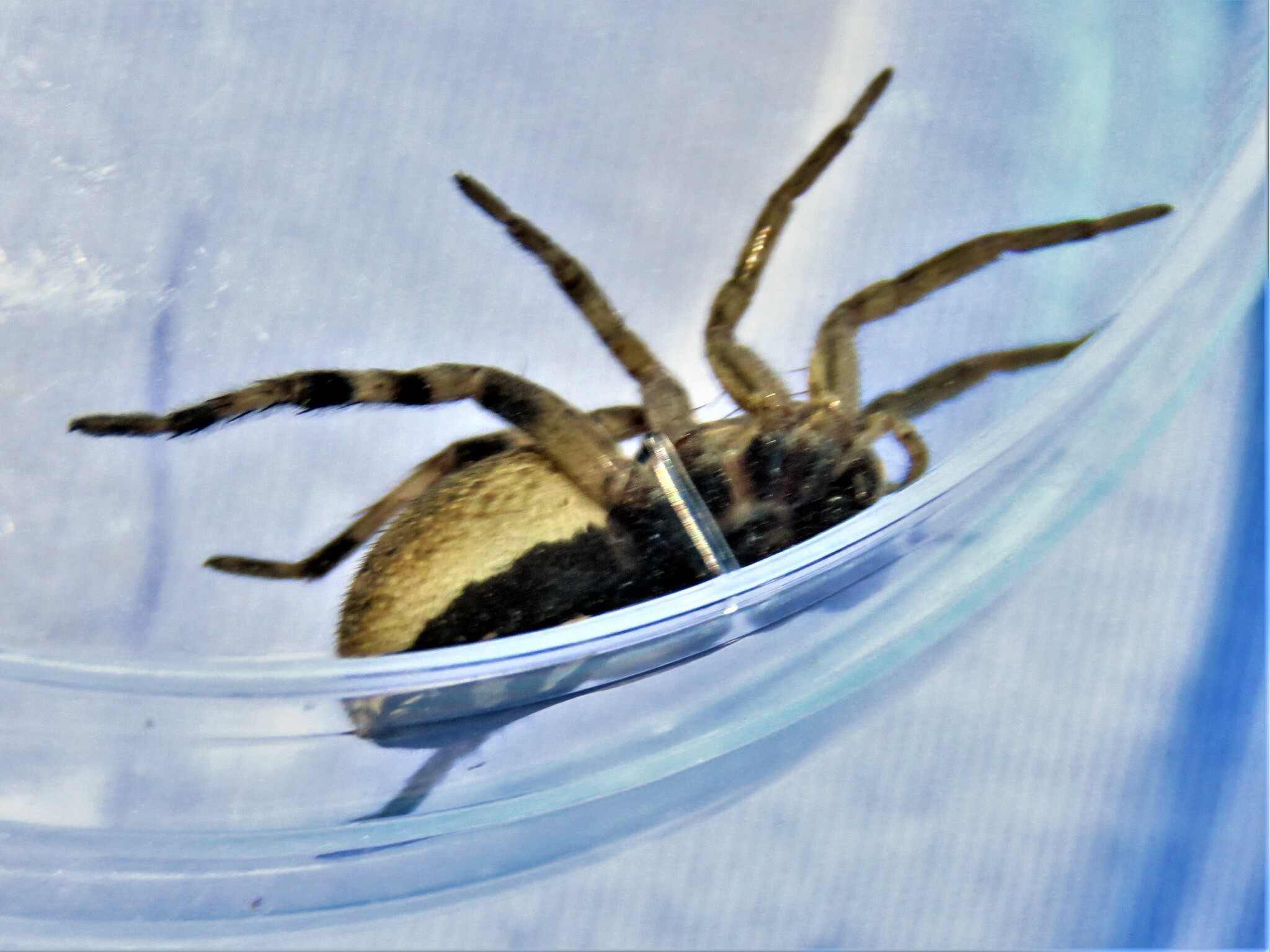
Ventralansicht

## Verbreitung und Lebensweise

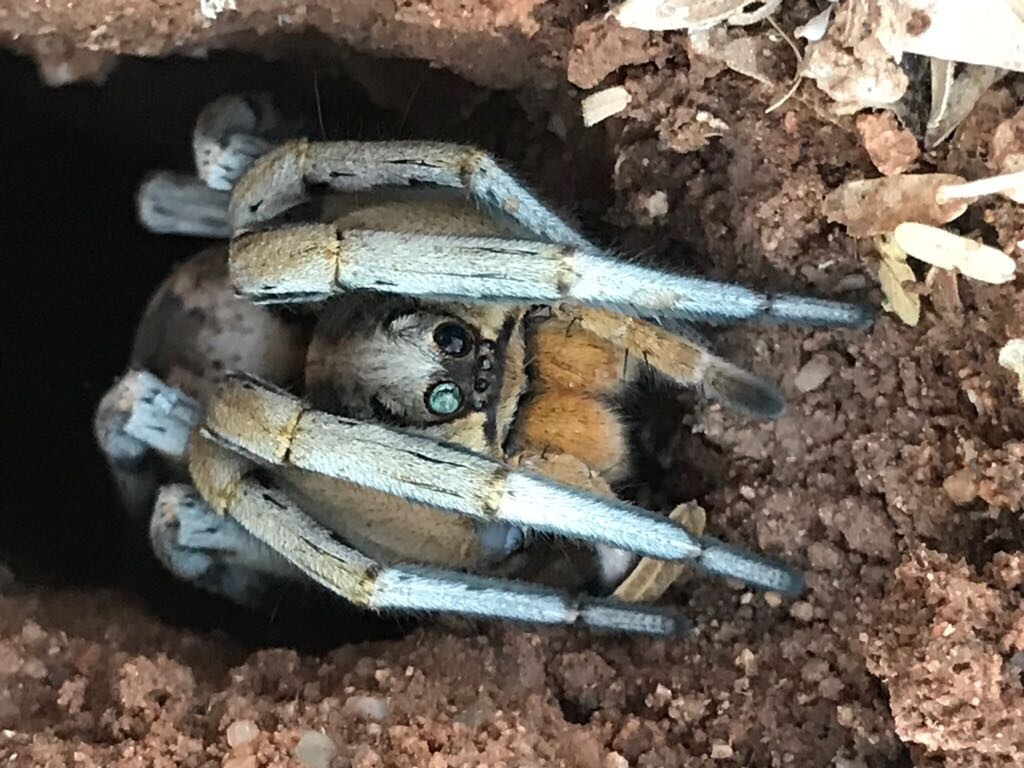
Weibchen der Gattung Hogna am Ausgang seiner Wohnröhre

Die Gattung Hogna ist mit Ausnahme der Antarktika auf allen Kontinenten der Welt vertreten, die Habitate (Lebensräume) können je nach Art sehr variieren. Zur Gattung Hogna zählen sowohl tag- als auch nachtaktive Arten. Die Vertreter der Gattung mit kräftigeren Beinen zählen zu den röhrengrabenden Wolfspinnen (Lycosidae). Dank ihrer dichten und gut entwickelten Scopulae können die Arten der Gattung sowohl die Innenwänden ihrer eigenen Wohnröhren im Erdreich problemlos erklimmen als auch agile Beutetiere wie Grashüpfer und Grillen ohne großen Aufwand ergreifen und halten. Außerdem nutzen einzelne Arten ihre Scopulae dazu, sich in den oberen Bereichen von Gräsern und Sträuchern springend fortzubewegen. Die Wohnröhren sind, sofern angelegt, meistens flach und gewunden verlaufend. Von keiner Art der Gattung ist bekannt, dass diese ihr gesamtes Leben über an ihre Wohnröhre gebunden ist.

Lebenszyklus
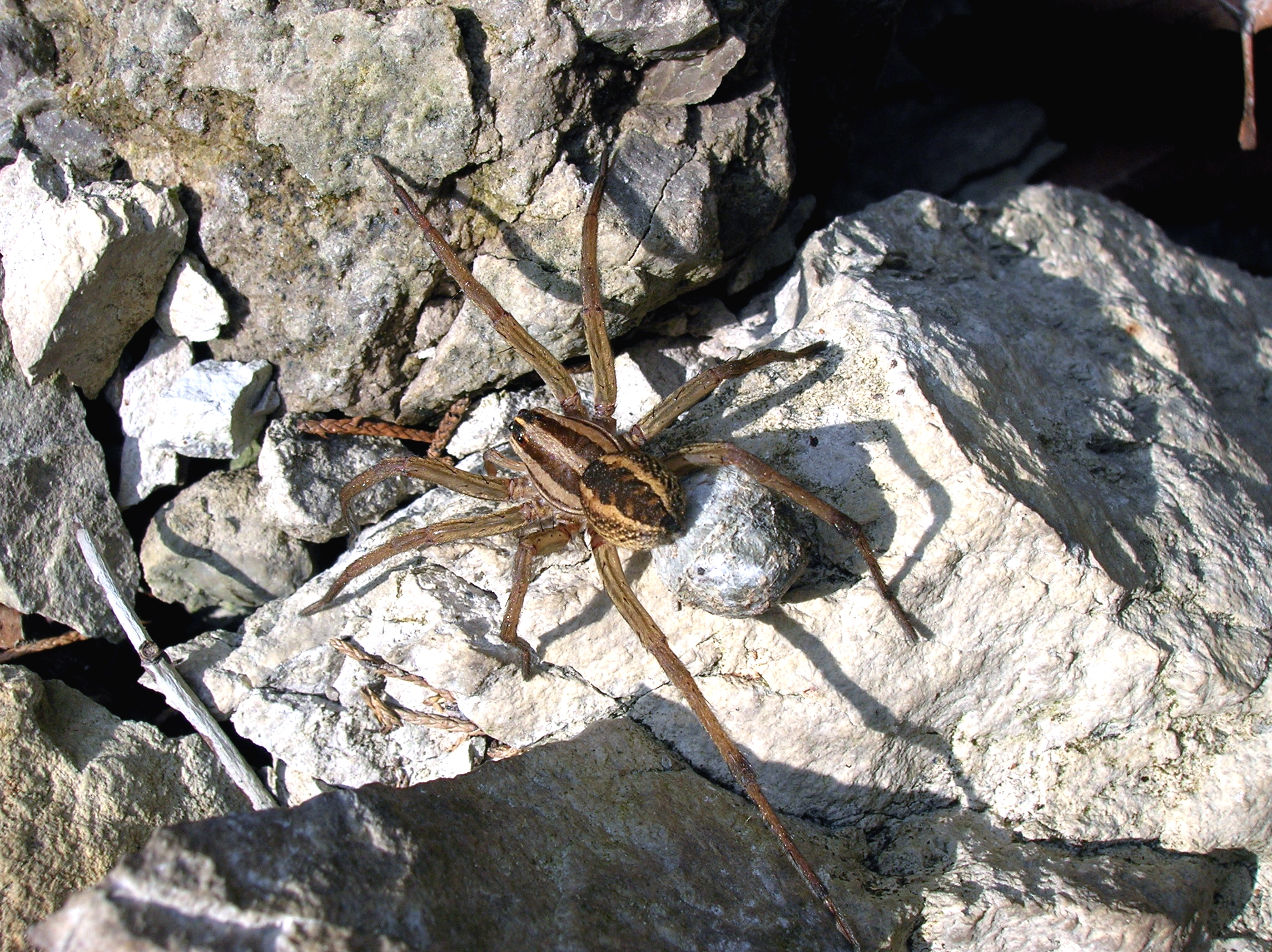
Weibchen mit Eikokon
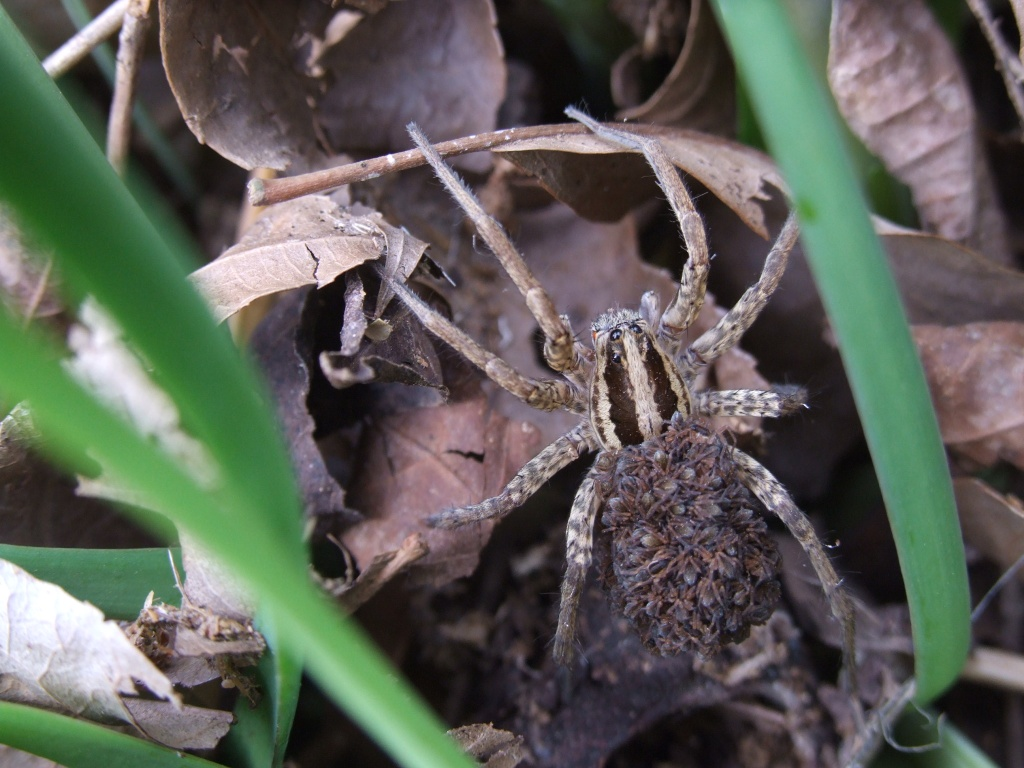
Weibchen mit Jungtieren
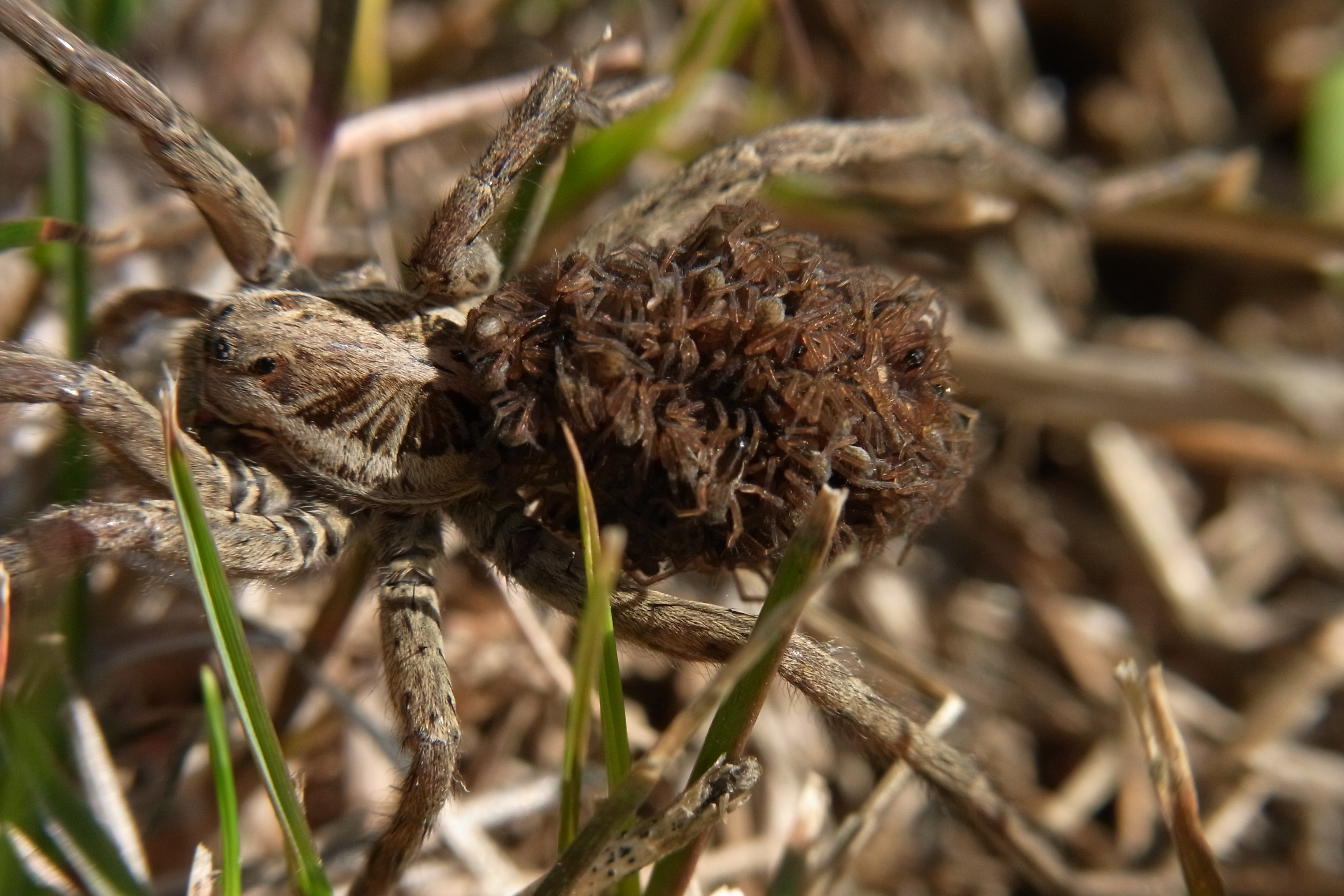
Dito, hier mit den Jungtieren im Detail.

## Systematik
Die Systematik der Gattung Hogna war seit ihrer 1833 von Carl Jakob Sundevall durchgeführten Erstbeschreibung mehrfach Änderungen unterworfen, so kamen vermehrt neue Arten dazu, während andere aus verschiedenen Gründen ihren Artstatus verloren. Die Gattung gilt insgesamt als revisionsbedürftig. Ihre Typusart ist die Schwarzbäuchige Tarantel (H. radiata).

### Arten
Die Gattung Hogna umfasst 235 Arten. Diese und ihre geographischen Verbreitungen sind:
- H. ackermanni Logunov, 2020 – Afghanistan
- H. adjacens Roewer, 1959 – Südafrika
- H. agadira (Roewer, 1960) – Marokko
- H. albemarlensis (Banks, 1902) – Galapagosinseln
- H. alexandria (Roewer, 1960) – Ägypten
- H. ammophila (Wallace, 1942) – Vereinigte Staaten
- H. andreinii Reimoser, 1937 – Äthiopien
- H. angusta (Tullgren, 1901) – Vereinigte Staaten
- H. antelucana (Montgomery, 1904) – Vereinigte Staaten
- H. antiguiana Roewer, 1955 – Antigua
- H. archaeologica (Chamberlin, 1925) – Mexiko
- H. argentinensis (Mello-Leitão, 1941) – Argentinien
- H. atramentata (Karsch, 1879) – Zentral- & Ostafrika
- H. auricoma (Keyserling, 1891) – Brasilien
- H. badia (Keyserling, 1877) – Kuba, Zentralamerika
- H. balearica (Thorell, 1873) – Balearische Inseln
- H. baliana Roewer, 1959 – Kamerun
- H. baltimoriana (Keyserling, 1877) – Vereinigte Staaten, Kanada
- H. bellatrix (L. Koch, 1865) – Australien
- H. beniana (Strand, 1913) – Zentral- & Ostafrika
- H. bergsoei (Thorell, 1875) – Russland, Zentralasien
- H. bhougavia Roewer, 1960 – Afghanistan
- H. bicoloripes (Roewer, 1960) – Kamerun
- H. bimaculata (Purcell, 1903) – Südafrika
- H. birabeni (Mello-Leitão, 1938) – Argentinien
- H. bivittata (Mello-Leitão, 1939) – Argentinien
- H. blackwalli (Johnson, 1862) – Madeira
- H. bonifacioi Barrion & Litsinger, 1995 – Philippinen
- H. bottegoi Caporiacco, 1940 – Äthiopien
- H. bowonglangi (Merian, 1911) – Sulawesi
- H. brevitarsis (F. O. Pickard-Cambridge, 1902) – Mexiko bis Panama
- H. brunnea (Bösenberg, 1895) – Kanarische Inseln
- H. bruta (Karsch, 1880) – Polynesien
- H. burti (Hickman, 1944) – South Australia
- H. canariana (Roewer, 1960) – Kanarische Inseln
- Carolina-Wolfspinne (H. carolinensis) (Walckenaer, 1805) – Vereinigte Staaten, Mexiko
- H. chickeringi (Chamberlin & Ivie, 1936) – Panama
- H. cinica (Tongiorgi, 1977) – St. Helena
- H. coloradensis (Banks, 1894) – Vereinigte Staaten, Mexiko
- H. colosii (Caporiacco, 1947) – Guyana
- H. commota (Gertsch, 1934) – Kolumbien
- H. conspersa (L. Koch, 1882) – Balearische Inseln
- H. constricta (F. O. Pickard-Cambridge, 1902) – Guatemala
- H. cosquin (Mello-Leitão, 1941) – Argentinien
- H. crispipes (L. Koch, 1877) – Australien (Festland, Norfolkinsel), Neuguinea, Vanuatu, Polynesien, Neuseeland
- H. dauana Roewer, 1959 – Äthiopien
- H. defucata Roewer, 1959 – Demokratische Republik Kongo
- H. denisi Roewer, 1959 – Südafrika
- H. deweti Roewer, 1959 – Südafrika
- H. diyari Framenau, Gotch & Austin, 2006 – Queensland, New South Wales, South Australia
- H. duala Roewer, 1959 – Cameroon
- H. effera (O. Pickard-Cambridge, 1872) – Griechenland (Kreta), Zypern, Türkei, Ägypten, Israel, Libanon, Syrien, Jemen (Sokotra), Saudi-Arabien, Vereinigte Arabische Emirate, Irak, Iran
- H. efformata Roewer, 1959 – Namibia
- H. electa Roewer, 1959 – Tansania
- H. enecens Roewer, 1959 – Kenia
- H. ericeticola (Wallace, 1942) – Vereinigte Staaten
- H. espanola Baert & Maelfait, 2008 – Galapagosinseln
- H. estrix Roewer, 1959 – Namibia
- H. etoshana Roewer, 1959 – Namibia
- H. exigua (Roewer, 1960) – Namibia
- H. exsiccatella (Strand, 1916) – Guatemala
- H. felina (L. Koch, 1878) – Aserbaidschan
- H. ferocella (Strand, 1916) – Kanarische Inseln
- H. ferox (Lucas, 1838) – Kanarische Inseln, Mittelmeerraum
- H. filicum (Karsch, 1880) – Polynesien
- H. flava Roewer, 1959 – Namibia
- H. forsteri Caporiacco, 1955 – Venezuela
- H. fraissei (L. Koch, 1882) – Mallorca
- H. frondicola (Emerton, 1885) – Vereinigte Staaten, Kanada
- H. furva (Thorell, 1899) – Sierra Leone, Kamerun, Äquatorialguinea (Bioko)
- H. furvescens (Simon, 1910) – Botswana
- H. gabonensis Roewer, 1959 – Gabun
- H. galapagoensis (Banks, 1902) – Galapagosinseln
- H. graeca (Roewer, 1951) – Griechenland
- H. gratiosa Roewer, 1959 – Sansibar
- H. grazianii (Caporiacco, 1939) – Äthiopien
- H. gumia (Petrunkevitch, 1911) – Bolivien
- H. guttatula (F. O. Pickard-Cambridge, 1902) – Mexiko
- H. hawaiiensis (Simon, 1899) – Hawaii
- H. heeri (Thorell, 1875) – Madeira
- H. hendrickxi Baert & Maelfait, 2008 – Galapagosinseln
- H. hereroana (Roewer, 1960) – Namibia
- H. hibernalis (Strand, 1906) – Äthiopien
- H. hickmani Caporiacco, 1955 – Venezuela
- H. hippasimorpha (Strand, 1913) – Zentralafrika
- H. idonea Roewer, 1959 – Südafrika
- H. indefinida (Mello-Leitão, 1941) – Argentinien
- H. inexorabilis (O. Pickard-Cambridge, 1869) – St. Helena
- H. infulata Roewer, 1959 – Südafrika
- Deserta-Tarantel (H. ingens) (Blackwall, 1857) – Madeira
- H. inhambania Roewer, 1955 – Mosambik
- H. inominata (Simon, 1886) – Thailand
- H. inops (Thorell, 1890) – Sumatra, Borneo, Sulawesi
- H. insulana (L. Koch, 1882) – Mallorca
- H. insularum (Kulczyński, 1899) – Madeira
- H. interrita Roewer, 1959 – Simbabwe
- H. irascibilis (O. Pickard-Cambridge, 1885) – Turkmenistan
- H. irumua (Strand, 1913) – Zentralafrika
- H. isambertoi Crespo, 2022 – Madeira
- H. jacquesbreli Baert & Maelfait, 2008 – Galapagosinseln
- H. jiafui Peng et al., 1997 – China
- H. juanensis (Strand, 1907) – Mosambik
- H. junco Baert & Maelfait, 2008 – Galapagosinseln
- H. kabwea Roewer, 1959 – Demokratische Republik Kongo
- H. kankunda Roewer, 1959 – Demokratische Republik Kongo
- H. karschi (Roewer, 1951) – São Tomé und Príncipe
- H. kuyani Framenau, Gotch & Austin, 2006 – Australien
- H. labrea (Chamberlin & Ivie, 1942) – Vereinigte Staaten
- H. lacertosa (L. Koch, 1877) – South Australia
- H. lambarenensis (Simon, 1910) – Demokratische Republik Kongo
- H. landanae (Simon, 1877) – Westafrika, Angola
- H. landanella Roewer, 1959 – Angola
- H. lenta (Hentz, 1844) – Vereinigte Staaten
- H. leprieuri (Simon, 1876) – Algerien
- H. leucocephala (L. Koch, 1879) – Kasachstan
- H. levis (Karsch, 1879) – West, Zentralafrika
- H. liberiaca Roewer, 1959 – Liberia
- H. ligata (O. Pickard-Cambridge, 1869) – St. Helena
- H. likelikeae (Simon, 1900) – Hawaii
- H. litigiosa Roewer, 1959 – Angola
- H. longitarsis (F. O. Pickard-Cambridge, 1902) – Mexiko, Costa Rica, Panama
- H. luctuosa (Mello-Leitão, 1947) – Brasilien
- H. luederitzi (Simon, 1910) – Namibia, Südafrika
- H. lufirana (Roewer, 1960) – Demokratische Republik Kongo
- H. lupina (Karsch, 1879) – Sri Lanka
- H. maasi (Gertsch & Wallace, 1937) – Mexico
- H. mabwensis Roewer, 1959 – Demokratische Republik Kongo
- Porto Santo-Tarantel (H. maderiana) (Walckenaer, 1837) – Madeira
- H. magnosepta (Guy, 1966) – Marokko
- H. maheana Roewer, 1959 – Seychellen
- H. manicola (Strand, 1906) – Äthiopien
- H. maroccana (Roewer, 1960) – Marokko
- H. maruana (Roewer, 1960) – Kamerun
- H. massaiensis (Roewer, 1960) – Tansania
- H. massauana Roewer, 1959 – Äthiopien
- H. maurusia (Simon, 1909) – Marokko
- H. medellina (Strand, 1914) – Kolumbien
- H. miami (Wallace, 1942) – Vereinigte Staaten
- H. migdilybs (Simon, 1886) – Senegal
- H. morosina (Banks, 1909) – Costa Rica
- H. munoiensis Roewer, 1959 – Demokratische Republik Kongo
- H. nairobia (Roewer, 1960) – Kenia
- H. nefasta Tongiorgi, 1977 – St. Helena
- H. nervosa (Keyserling, 1891) – Brasilien
- H. nigerrima (Roewer, 1960) – Brasilien
- H. nigrichelis (Roewer, 1955) – Iran
- H. nigrosecta (Mello-Leitão, 1940) – Argentinien
- H. nimia Roewer, 1959 – Tansania
- H. nonannulata Wunderlich, 1995 – Madeira
- H. nychthemera (Bertkau, 1880) – Brasilien
- H. oaxacana (Gertsch & Wallace, 1937) – Mexiko
- H. ocellata (L. Koch, 1878) – Aserbaidschan
- H. ocyalina (Simon, 1910) – Namibia
- H. optabilis Roewer, 1959 – Demokratische Republik Kongo
- H. ornata (Perty, 1833) – Namibia
- H. osceola (Gertsch & Wallace, 1937) – Vereinigte Staaten
- H. otaviensis (Roewer, 1960) – Namibia
- H. pardalina (Bertkau, 1880) – Brasilien
- H. parvagenitalia (Guy, 1966) – Kanarische Inseln
- H. patens Roewer, 1959 – Simbabwe
- H. patricki (Purcell, 1903) – Südliches Afrika
- H. pauciguttata Roewer, 1959 – Mosambik
- H. persimilis (Banks, 1898) – Mexiko
- H. perspicua Roewer, 1959 – Äthiopien
- H. petersi (Karsch, 1878) – Mosambik
- H. petiti (Simon, 1876) – Demokratische Republik Kongo
- H. placata Roewer, 1959 – Lesotho
- H. planithoracis (Mello-Leitão, 1938) – Argentinien
- H. posticata (Banks, 1904) – Vereinigte Staaten
- H. principum (Simon, 1910) – Príncipe
- H. propria Roewer, 1959 – Tansania
- H. proterva Roewer, 1959 – Demokratische Republik Kongo
- H. pseudoceratiola (Wallace, 1942) – Vereinigte Staaten
- H. pseudoradiata (Guy, 1966) – möglicherweise Marokko
- H. pulchella (Keyserling, 1877) – Kolumbien
- H. pulla (Bösenberg & Lenz, 1895) – Ostafrika
- H. pulloides (Strand, 1908) – Äthiopien
- Schwarzbäuchige Tarantel (H. radiata) (Latreille, 1817) – Europa, Türkei, Kaukasien, Russland (Europa bis Südsibirien), Kasachstan, Irak, Iran, Zentralasien
- H. raffrayi (Simon, 1876) – Ostafrika, Sansibar
- H. reducta (Bryant, 1942) – Jungferninseln
- H. reimoseri Roewer, 1959 – Äthiopien
- H. rizali Barrion & Litsinger, 1995 – Philippinen
- H. rubetra (Schenkel, 1963) – China
- H. rubromandibulata (O. Pickard-Cambridge, 1885) – Yarkant, Karakorum
- H. rufimanoides (Strand, 1908) – Peru, Bolivien
- H. ruricolaris (Simon, 1910) – Botsuana
- H. sanctithomasi (Petrunkevitch, 1926) – Saint Thomas
- H. sanctivincentii (Simon, 1897) – Jungferninseln, St. Vincent
- H. sanisabel (Strand, 1909) – Uruguay
- H. schreineri (Purcell, 1903) – Namibia, Südafrika
- H. schultzei (Simon, 1910) – Namibia
- H. senilis (L. Koch, 1877) – New South Wales
- H. simoni Roewer, 1959 – Kamerun, Demokratische Republik Kongo, Angola
- H. simplex (L. Koch, 1882) – Mallorca
- H. sinaia Roewer, 1959 – Ägypten
- H. snodgrassi Banks, 1902 – Galapagosinseln
- H. spenceri (Pocock, 1898) – Ruanda, Südafrika
- H. sternalis (Bertkau, 1880) – Brasilien
- H. stictopyga (Thorell, 1895) – Indien, Myanmar, Singapur
- H. straeleni Roewer, 1959 – Demokratische Republik Kongo, Ruanda, Tansania
- H. subaustralis (Strand, 1908) – Peru
- H. subligata (L. Koch, 1877) – Queensland
- H. subtilis (Bryant, 1942) – Jungferninseln
- H. suprenans (Chamberlin, 1924) – Vereinigte Staaten
- H. swakopmundensis (Strand, 1916) – Namibia
- H. tantilla (Bryant, 1948) – Hispaniola
- H. taurirtensis (Schenkel, 1937) – Marokko
- H. ternetzi (Mello-Leitão, 1939) – Paraguay
- H. teteana Roewer, 1959 – Mosambik
- H. thetis (Simon, 1910) – Príncipe
- H. tigana (Gertsch & Wallace, 1935) – Vereinigte Staaten
- H. timuqua (Wallace, 1942) – Vereinigte Staaten
- H. tivior (Chamberlin & Ivie, 1936) – Panama
- H. tlaxcalana (Gertsch & Davis, 1940) – Mexiko
- H. transvaalica (Simon, 1898) – Südafrika
- H. travassosi (Mello-Leitão, 1939) – Brasilien
- H. truculenta (O. Pickard-Cambridge, 1876) – Ägypten
- H. trunca Yin, Bao & Zhang, 1996 – China
- H. unicolor Roewer, 1959 – Mosambik
- H. vachoni Caporiacco, 1954 – Französisch-Guyana
- H. variolosa (Mello-Leitão, 1941) – Argentinien
- H. ventrilineata Caporiacco, 1954 – Französisch-Guyana
- H. veseyensis Sherwood, Henrard, Logunov & Fowler, 2023 – St. Helena
- H. volxemi (Bertkau, 1880) – Brasilien
- H. vulpina (C. L. Koch, 1847) – Brasilien
- H. wallacei (Chamberlin & Ivie, 1944) – Vereinigte Staaten
- H. watsoni (Gertsch, 1934) – Vereinigte Staaten
- H. willeyi (Pocock, 1899) – Bismarck-Archipel
- H. yauliensis (Strand, 1908) – Peru
- H. zorodes (Mello-Leitão, 1942) – Argentinien
- H. zuluana Roewer, 1959 – Südafrika

#### Transferierte Arten
80 Arten galten einst als zur Gattung Hogna zugehörig, wurden jedoch mittlerweile transferiert. Die Arten sind:
- H. afghana (Roewer, 1960) = Arctosa tbilisiensis
- H. alticeps (Kroneberg, 1875) = Karakumosa alticeps
- H. amylacea (C. L. Koch, 1838) = Gefleckter Wühlwolf (Arctosa maculata)
- H. annexa (Chamberlin & Ivie, 1944) = Tigrosa annexa
- H. aspersa (Hentz, 1844) = Tigrosa aspersa
- H. auribrachialis (Schenkel, 1936) = Lycosa coelestis
- H. berndti (Strand, 1913) = Pardosa injucunda
- H. birabenae (Mello-Leitão, 1941) = Birabenia birabenae
- H. bistriata (Gravely, 1924) = Lycosa bistriata
- H. candicans (L. Koch, 1876) = Tetralycosa oraria
- H. celebensis (Merian, 1911) = Artoriellula celebensis
- H. chaperi (Simon, 1885) = Lycosa chaperi
- H. coelestis (L. Koch, 1878) = Lycosa coelestis
- H. crassipes (Walckenaer, 1837) = Schizocosa crassipes
- H. dilatata (F. O. Pickard-Cambridge, 1902) = Lycosa dilatata
- H. dimota (Simon, 1909) = Lycosa dimota
- H. duplex (Chamberlin, 1925) = Schizocosa duplex
- H. episima (Chamberlin, 1924) = Schizocosa humilis
- H. euepigynata (Montgomery, 1904) = Gladicosa euepigynata
- H. formosana (Saito, 1936) = Lycosa formosana
- H. gilberta (Hogg, 1905) = Tasmanicosa gilberta
- H. gorontalensis (Merian, 1911) = Allocosa gorontalensis
- H. grandis (Banks, 1894) = Tigrosa grandis
- H. helluo (Walckenaer, 1837) = Tigrosa helluo
- H. himalayensis (Gravely, 1924) = Serratacosa himalayensis
- H. hispanica (Walckenaer, 1837) = Lycosa hispanica
  - H. h. dufouri (Strand, 1916) = L. h. dufouri
- H. immanis (L. Koch, 1879) = Lycosa immanis
- H. immansueta (Simon, 1909) = Venator immansuetus
- H. indagatrix (Walckenaer, 1837) = Lycosa indagatrix
- H. indomita (Nicolet, 1849) = Lycosa indomita
- H. ipsa (Karsch, 1879) = Arctosa ipsa
- H. kulagini (Spassky, 1941) = Allocosa kulagini
- H. lacernata (Karsch, 1879) = Feld-Nachtwolf (Trochosa ruricola)
- H. lawrencei (Roewer, 1951) = Allocosa lawrencei
- H. lesserti (O. Pickard-Cambridge, 1912) = Alopecosa alpicola
- H. marcentior (Simon, 1909) = Venatrix pullastra
- H. medica (Pocock, 1889) = Karakumosa medica
- H. melica (Fox, 1937) = Lycosa grahami
- H. meracula (Simon, 1909) = Tetralycosa oraria
- H. montana (Emerton, 1885) = Pirata montanus
- H. montanoides (Banks, 1892) = Pirata montanoides
- H. muelleriana (Strand, 1908) = Lycosa implacida
- H. naeviella (Roewer, 1951) = Artoria berenice
- H. niccensis (Strand, 1907) = Arctosa niccensis
- H. nigrofulva Caporiacco, 1955 = Allocosa nigrofulva
- H. nigrotibialis (Simon, 1884) = Lycosa nigrotibialis
- H. nordenskjoldi (Tullgren, 1905) = Lycosa nordenskjoldi
- H. orotavensis (Strand, 1915) = Alopecosa orotavensis
- H. passerina (Mello-Leitão, 1941) = Tropicosa thorelli
- H. patagonica (Simon, 1886) = Lycosa patagonica
- H. permunda (Chamberlin, 1904) = Tigrosa grandis
- H. pullastra (Simon, 1909) = Venatrix pullastra
- H. punctulata (Hentz, 1844) = Rabidosa punctulata
- H. quadrativulva Caporiacco, 1955 = Allocosa quadrativulva
- H. rabida (Walckenaer, 1837) = Tollwut-Tarantel (Rabidosa rabida)
- H. sabulonum (L. Koch, 1877) = Großer Steppenwühlwolf (Arctosa figurata)
- H. salsa (Barnes, 1953) = Schizocosa salsa
- H. sansibarensis (Strand, 1907) = Trochosa urbana
- H. securifer (Tullgren, 1905) = Diapontia securifera
- H. segregis (Simon, 1909) = Venatrix pullastra
- H. selkirki (Simon, 1905) = Lycosa fernandezi
- H. senica (L. Koch, 1877) = Anoteropsis senica
- H. sericea (Simon, 1898) = Trochosa sericea
- H. sibyllina (Simon, 1909) = Tetralycosa oraria
- H. sowerbyi (Hogg, 1912) = Pardosa sowerbyi
- H. speciosa (L. Koch, 1877) = Venatrix speciosa
- H. storeniformis (Simon, 1909) = Lycosa storeniformis
- H. suahela (Strand, 1913) = Geolycosa suahela
- H. subrufa (Karsch, 1878) = Tasmanicosa subrufa
- H. taeniata (Mello-Leitão, 1943) = Birabenia birabenae
- H. tenuissima (Purcell, 1903) = Arctosa tenuissima
- H. thorelli (Keyserling, 1877) = Tropicosa thorelli
- H. timidula (Roewer, 1951) = Pardosa timidula
- H. tragardhi (Lawrence, 1949) = Dingosa tragardhi (Nomen dubium)
- H. tristicula (L. Koch, 1877) = Kangarosa properipes
- H. urquharti (Simon, 1898) = Anoteropsis urquharti
- H. venezuelica Caporiacco, 1955 = Allocosa venezuelica
- H. wroughtoni (Pocock, 1899) = Lycosa wroughtoni
- H. yerburyi (Pocock, 1901) = Lycosa yerburyi

#### Synonymisierte Arten
24 einstige Arten, die zuletzt zur Gattung Hogna zählten, wurden mit anderen Arten der Gattung synonymisiert und verloren somit ihren Artstatus. Diese Arten waren:
- H. altera (Roewer, 1955) – Synonymisiert mit H. effera unter Logunov.
- H. aquila (Bösenberg, 1895) – Synonymisiert mit H. ferox unter Schmidt, 1975.
- H. atroscopulata (Roewer, 1955) – Synonymisiert mit |H. effera unter Zamani et al., 2020.
- H. benedicta (Chamberlin, 1925) – Synonymisiert mit H. baltimoriana unter Fox, 1937.
- H. biscoitoi Wunderlich, 1992 – Synonymisiert mit H. insularum unter Crespo et al., 2022.
- H. brevis (Denis, 1953) – Synonymisiert mit H. brunnea unter Wunderlich, 1992.
- H. evagra (Chamberlin, 1925) – Synonymisiert mit H. coloradensis unter Slowik & Cushing, 2007.
- H. galilaei (Caporiacco, 1923) – Synonymisiert mit der Schwarzbäuchigen Tarantel (H. radiata) unter Lugetti & Tongiorgi, 1969.
- H. guentheri (Pocock, 1899) – Synonymisiert mit der Schwarzbäuchigen Tarantel unter Logunov, 2022.
- H. hellenica (C. L. Koch, 1901) – Synonymisiert mit der Schwarzbäuchigen Tarantel unter Thaler, Buchar & Knoflach, 2000.
- H. iaffa (Strand, 1913) – Synonymisiert mit H. effera unter Logunov, 2020.
- H. macedonica (Drensky, 1929) – Synonymisiert mit der Schwarzbäuchigen Tarantel unter Deltshev & Blagoev, 2001.
- H. macedonica (Giltay, 1932) – Synonymisiert mit der Schwarzbäuchigen Tarantel unter Bosmans, 2013.
- H. maderana (Roewer, 1960) – Synonymisiert mit H. ferox unter Crespo, 2022.
- H. nigrichelis (Roewer, 1955) – Synonymisiert mit H. effera unter Zamani, 2020.
- H. pulveresparsa (L. Koch, 1877) – Synonymisiert mit H. crispipes unter Framenau, Gotch & Austin, 2006.
- H. rainbowi (Roewer, 1951) – Synonymisiert mit H. crispipes unter Framenau, Gotch & Austin, 2006.
- H. sanctaehelenae (Strand, 1909) – Synonymisiert mit H. ligata unter Tongiorgi, 1977.
- H. schmitzi Wunderlich, 1992 – Synonymisiert mit der Porto Santo-Tarantel (H. maderiana) unter Crespo, 2022.
- H. sternomaculata (Mello-Leitão, 1943) – Synonymisiert mit H. birabeni unter Framenau & Baehr, 2016.
- H. tanna (Strand, 1913) – Synonymisiert mit H. crispipes unter Ledoux & Hallé, 1995.
- H. tongatabuensis (Strand, 1911) – Synonymisiert mit H. crispipes unter Framenau, Gotch & Austin, 2006.
- H. vehemens (Walckenaer, 1837) – Synonymisiert mit der Carolina-Wolfspinne (H. carolinensis) unter Chamberlin & Ivie, 1944.
- H. waitei (Rainbow, 1917) – Synonymisiert mit H. crispipes unter Framenau, Gotch & Austin, 2006.

#### Ersetztes Homonym
Eine zuletzt zur Gattung Hogna zählende Art hatte zuvor eine Bezeichnung, die mit der anderen identisch war. Dieses nun ersetzte Homonym ist:
- H. inornata (Giebel, 1863) = H. commota

#### Nicht mehr anerkannte Arten
3 Arten zählten zuletzt zur Gattung Hogna und gelten heute als Nomina dubia. Die aufgelösten Arten sind:
- H. albosparsa (L. Koch, 1876) – Aufgelöst unter Framenau & Vink, 2001.
- H. peregrina (Audouin, 1826) – Aufgelöst unter Alderweireldt, 1991.
- H. radiata clara (Franganillo, 1913) – Aufgelöst unter Breitling et al., 2016.

### Synonymisierte Gattungen
Folgende 6 Gattungen wurden mit der Gattung Hogna synonymisiert:
- Citilycosa Roewer, 1960 – Synonymisiert mit der Gattung Hogna unter Thaler, Buchar & Knoflach, 2000.
- Galapagosa Roewer, 1960 – Synonymisiert mit der Gattung Hogna unter Baert & Maelfait, 1997.
- Isohogna Roewer, 1960 – Synonymisiert mit der Gattung Hogna unter Wunderlich, 1992.
- Lycorma Simon, 1885 – Synonymisiert mit der Gattung Hogna unter Wunderlich, 1992.
- Lynxosa Roewer, 1960 – Synonymisiert mit der Gattung Hogna unter Wunderlich, 1992.
- Trochosula Roewer, 1960 – Synonymisiert mit der Gattung Hogna unter Planas, Fernández-Montraveta & Ribera, 2013.